# مغرور أباد
مغرور أباد هي قرية في مقاطعة نظر أباد، إيران. عدد سكان هذه القرية هو 29 في سنة 2006.